# Robert Sedgewick
Robert Sedgewick (, 20 de dezembro de 1946) é um cientista da informação estadunidense, professor da Universidade de Princeton.
Sedgewick obteve um doutorado em 1975 na Universidade Stanford, orientado por Donald Knuth, com uma tese sobre quicksort. Esteve depois até 1985 na Universidade Brown, antes de ser professor da Universidade de Princeton.
Foi pesquisador visitante na Xerox PARC, no Institute for Defense Analyses e no INRIA.
É membro do quadro de diretores da Adobe Systems.
Recebeu, com Philippe Flajolet, o Leroy P. Steele Prize for Mathematical Exposition de 2019, pelo livro Analytic Combinatorics.

## Obras
- Quicksort. Garland Publishing, Inc., New York & London, 1980, ISBN 0-8240-4417-7
- Algorithms. Addison-Wesley, Reading, Massachusetts, 1988, 4. Auflage mit Kevin Wayne 2011, ISBN 978-0-321-57351-3.
- Algorithms in Modula-3. Addison-Wesley, Reading, Massachusetts, 1993, ISBN 0-201-53351-0
- com Philippe Flajolet: Analytic Combinatorics, Cambridge University Press 2009.
- com Philippe Flajolet: An introduction to the analysis of algorithms, Addison-Wesley 1995
- com Kevin Wayne: An Introduction to Programming in Java: An Interdisciplinary Approach, Addison-Wesley 2007
- com Kevin Wayne: An Introduction to Programming in Python: An Interdisciplinary Approach, Addison-Wesley, 2015, ISBN 978-0134076430.
- com Kevin Wayne: Computer Science: An Interdisciplinary Approach, Addison-Wesley, 2016, ISBN 978-0134076423.